# Archaeovenator hamiltonensis
Archaeovenator hamiltonensis (лат.) — вымерший вид синапсид из семейства варанопсеид, известных по отложениям верхнего камменоугольного периода на территории округа Гринвуд штата Канзас (США). Является типовым видом рода Archaeovenator. Описан по голотипу KUVP 12483: сохранился почти полный скелет, включающий череп (несколько отделённый от посткраниального скелета), плечевые и тазовые пояса конечностей. Останки, датируемые концом касимовского — началом гжельского яруса (виргилийским ярусом пенсильванского отдела согласно американской номенклатуре), обнаружены в формации сланцев Калхунс в Гамильтонском лагерштетте. Родовое название в переводе с латыни означает «древний охотник». Видовое имя дано в честь места, где он был обнаружен. Наряду с Dendromaia, археовенатор является одним из древнейших представителей варанопсеид.